# Мардж Симпсън
Марджъри „Мардж“ Симпсън (по баща Бувие) е постоянен герой в анимационния сериал „Семейство Симпсън“, озвучавана от Джули Кавнър. Обикновено носи светлозелена рокля и червени обувки, а на шията си — огърлица от синтетични перли. Тя има красива синя коса, която обикновено се събира в много добра прическа. Основната ѝ работа е домакинството и през по-голямата част от времето тя се грижи за къщата, децата и Хоумър. Мардж представлява стереотипа на провинциалната американска домакиня на 50-те години. Мардж е единственият член на семейството, който ходи на църква доброволно и се опитва да поддържа морал, не само в семейството си, но и в целия град. Отличен готвач е, особено известна със свинските си пържоли и бонбони. Любимата ѝ храна е юфка с масло. Ужасява се от опосуми, най-големият ѝ страх е никога да не стане баба. Мардж е левичар. Тя има и страх от летене. Думата „Мардж“ от английски може да се преведе като маргарин.
Червената ѝ огърлица е купена от Хоумър, когато продава сперма в Шелбвивил.

## Биография

### Детство, семейство
Мардж е родена на 19 март в Спрингфийлд семейството Кланси и Жаклин, френски имигранти. Кланси е стюард, но се срамува от професията си и се представя пред Жаклин и дъщеря си за пилот. Когато Мардж разкрива истината, тя е много зашеметена и това е причината за страха ѝ от летене. Мардж е най-малката дъщеря, има сестри-близначки Пати и Селма. Като дете, Мардж иска да бъда астронавт, но сестрите ѝ се присмиват.
Известно е, че е имала морско свинче на име Канелка, което умира след като прегризва кабел. Това причинява на момичето много страдания, поради което и до днес тя не е преодоляла загубата.
Мардж е била изключително примерно дете и е давана за пример на останалите в летния лагер, който е посещавала. Именно там се среща за пръв път с Хоумър Симпсън и го целува. Поради сложни обстоятелства обаче Хоумър не успява да дойде отново, което кара Мардж да не се доверява на никое момче дълго време.

### Юношество и младост
В училище Мардж е много будна ученичка и непрекъснато участва в кампании: говори за правата на жените, прави репортажи за училищния вестник и помага на бавнонапредващите ученици. Именно като редактор на училищния вестник тя снима Мо Сизлак да плюе в супата. Среща се повторно с Хоумър в гимназията и въпреки че не се разпознават, по-късно стават гаджета. Дълго време тя е ухажвана от интелигентния Арти Зиф, с когото излиза на бала, но по-късно предпочита Хоумър. Някои доказателства сочат, че тя е излизала и с Лени Ленард, тъй като те са представени да седят заедно на училищната скамейка по време на състезанието по гимнастика; друг път Хоумър намира снимка на Лени в прическата на Мардж. Освен това в епизодите се представя по-специалното отношение на Симпсън към Лени.
Мардж мечтае да стане художник, фотограф и балерина. За последното я спира фактът, че двете ѝ гърди са несъразмерни (лявата израства по-бързо от дясната). След като с Хоумър се напиват и правят секс в игрище за мини-голф, тя забременява.
Мардж разбира от доктор Хибърт, че е бременна с първото си дете – Барт Симпсън и негов баща е Хоумър. Тя обаче планира да се раздели с него два дни по-късно.

## Живот след брака
Като домакиня Мардж главно се грижи за къщата и Маги. Тя се опитва да компенсира неразумното поведение на съпруга си със своето винаги трезво мнение и строгост. Също така се опитва да избяга от монотонния живот на една домакиня, като си намира ново хоби или работа (тя има около 19 различни работи, които винаги завършват на същия епизод).
Мардж също така много често се разделя с Хоумър, но после отново се събират, което е подкрепено от някои от по-консервативните критици.

## Характер
Мардж е здравомислещ човек. С Лиса представляват „гласът на разума“ в противовес с Барт и Хоумър, които действат импулсивно. Тя често поучава хората, но опитите ѝ остават безплодни. Като истински християнин, тя проповядва на хората да живеят праведно, а не в грях, и остава добра (когато идва Апокалипсисът обаче, тя остава на земята, и само Лиса получава шанс да иде в рая). Често прощава на Хоумър и никога не му изневерява (освен веднъж, но се отказва в последния момент).
Мардж държи да е в добри отношения с всички и никога да не влиза в конфликт с тях. Все пак тя няма приятели, но споделя на Лиса, че като малка си е мечтаела дъщеря ѝ да ѝ стане най-добра приятелка. В епизода Eternal Moonshine of the Simpson Mind тя споделя, че не харесва Сара Уигъм.

## Глас
Мардж се озвучава от Джули Кавнър, която озвучава също така и сестрите ѝ Пати и Селма Бувие и майка ѝ Жаклин в два епизода. Тя е наета като част от екипа на „Шоуто на Трейси Улман“, където заедно с Дан Кастеланета е помолена да озвучава, за да не бъдат наемани други актьори. Съгласно договора тя няма право да рекламира Семейство Симпсън във видеоклипове, за да не разруши представата на децата. В някои сцени от „Семейство Симпсън: Филмът“ тя повтаря сцената над 100 пъти, което изморява Кавнър.
Една от най-традиционните за Мардж реплики е гърлено-бръмчащ звук, който издава, когато се ядоса.
В българския дублаж се озвучава Наталия Бардская в дублажа на БНТ, Светлана Смолева в дублажите на Александра Аудио и студио Доли, но в края на тринайсети сезон до средата на четиринайсети сезон, а включително и в „Семейство Симпсън: Филмът“ се озвучава от Василка Сугарева.